# Nalbert Bitencourt
Nalbert Tavares Bitencourt (Río de Janeiro, Brasil; 4 de marzo de 1974) es un exjugador profesional de voleibol y jugador de voleibol de playa brasileño. En 2014 ha sido incluido en el Volleyball Hall of Fame.

## Trayectoria

### Clubes
Empieza a jugar con 18 años en el equipo de voleibol del Minas Tênis Clube en 1992 y tras unas etapas en el EC Banespa y en el Olympikus EC en verano 1999 se marcha de Brasil y ficha por el Lube Macerata. En la temporada 2000/2001 gana la Copa de Italia (3-0 al Sisley Treviso) y la Challenge Cup tras vencer por 3-0 el Pallavolo Modena.
En la temporada 2001/2002 juega con los japoneses de los Panasonic Panthers de Hirakata antes de regresar al Lube Macerata y ganar su segunda copa de Italia, derrotando otra vez el Sisley Treviso por 3-2. En 2004 regresa a Brasil en el Minas Tênis Clube y al final de la temporada 2004/2005 deja el voleibol y se dedica al voleibol de playa. Sin embargo en febrero de 2007 ficha por el Pallavolo Modena hasta junio del mismo año; termina su carrera con otra temporada en el Minas Tênis Clube.

### Selección
Debuta en la selección brasileña en 1994 y en 15 consigue ganar todas las competiciones internacionales. Participa en los Juegos Olímpicos de Atlanta 1996, Sídney 2000 y de Atenas 2004: precisamente en la edición disputada en Grecia consigue ganar la medalla de oro tras el 3-1 en la final frente a Italia.
En el Mundial de Argentina 2002 se corona campeón tras la final ante Rusia (3-2) y establece un récord al convertirse en el primer jugador en la historia del voleibol en ganar el título mundial cadete (en 1991 con 17 años), juniores (en 1993 con 19 años) y absoluto. Bitencourt también ha ganado tres Ligas Mundiales, una Copa Mundial, una Grand Champions Cup y cuatro campeonatos sudamericanos.

## Palmarés
- Copa de Italia (2): 2000/2001, 2002/2003
- Challenge Cup (1): 2000/2001